# 朝日ケ丘町 (千葉市)
朝日ケ丘町（あさひがおかちょう）は、千葉市花見川区の地名。郵便番号は262-0017。

## 概要
千葉市の西部、花見川区内に位置し、畑町、朝日ヶ丘、花園町、瑞穂に隣接している。朝日ヶ丘町のほとんどの敷地が東京大学検見川総合運動場の敷地になっている。

## 歴史
詳細は「東京大学検見川総合運動場#歴史」を参照
1938年～1940年（昭和13年～15年）頃に、東京帝國大学運動会（当時）が京浜沿線・板橋など近郊の候補地から選定し、建設が決まった。
戦前は食糧難から東京大学検見川厚生農場として利用され、主に乳製品などが生産された。戦後は、都内の燃料事情が逼迫したため、1947年（昭和22年）から運動場及び周辺の埋蔵量1000万トンと見込まれた泥炭開発が盛んに行われた。採掘の最中に縄文時代の丸木舟などが出土、後に大賀ハスの発掘に結び付いた。
1947年（昭和22年）7月28日、泥炭の採掘現場で縄文時代の丸木舟が掘り出され、その後1951年（昭和26年）3月には、今から2000年前（弥生時代後期）のハスの実3粒が発掘された。3粒のハスの実のうちの1粒が植物学者の大賀一郎博士によって発芽に成功、翌年の1952年（昭和27年）7月18日にピンク色の大輪の花を咲かせ大賀ハスと名づけられた。

## 世帯数と人口
2022年（令和4年）11月15日現在の世帯数と人口は以下の通りである。
| 町丁       | 世帯数 | 人口 |
| ---------- | ------ | ---- |
| 朝日ヶ丘町 | 1世帯  | 1人  |

## 小・中学校の学区
市立小・中学校に通う場合、学区は以下の通りとなる。
| 番地       | 番地                                                                    | 小学校                 | 中学校                 |
| ---------- | ----------------------------------------------------------------------- | ---------------------- | ---------------------- |
| 朝日ヶ丘町 | 2487～2686 (2531、2681～2684 を除く｡)、 3254～3362 (3284～3288 を除く｡) | 千葉市立朝日ヶ丘小学校 | 千葉市立朝日ヶ丘中学校 |
| 朝日ヶ丘町 | 上記以外                                                                | 千葉市立花園小学校     | 千葉市立花園中学校     |

## 交通

### 一般道路
- 東大グラウンド通り
- 大賀ハス通り

## 施設
- 東京大学検見川総合運動場
  - 東大検見川第2グラウンド
  - 東大検見川第3グラウンド
  - 東大検見川第4グラウンド
  - 東大検見川第5グラウンド
  - 東京大学検見川総合運動場 テニスコート
- 大賀ハス発掘碑
- 落合遺跡